# Adtaphol Chaikol
Adtaphol Chaikol (thailändisch อรรถพล ชัยโคตร; * 23. September 1998) ist ein thailändischer Fußballspieler.

## Karriere
Adtaphol Chaikol stand bis Ende 2019 beim Assumption United FC unter Vertrag. Der Verein aus der thailändischen Hauptstadt Bangkok spielte in der vierten Liga, der Thai League 4, in der Western Region. Für Assumption absolvierte er vierzehn Viertligaspiele. Am 1. Dezember 2019 unterschrieb er einen Vertrag bei Muangthong United. Der Verein aus Pak Kret, einem nördlichen Vorort der Hauptstadt Bangkok, spielte in der ersten Liga, der Thai League. Anfang 2020 wechselte er auf Leihbasis zum Udon Thani FC. Mit dem Verein aus Udon Thani spielte er in der zweiten Liga, der Thai League 2. Sein Zweitligadebüt gab er am 26. Februar 2020 im Heimspiel gegen den Sisaket FC. Hier wurde er in der 68. Minute für Sihanart Suttisak eingewechselt. Für den Zweitligisten stand er 17-mal in der zweiten Liga auf dem Spielfeld. Nach Saisonende kehrte er zu Muangthong zurück. Zu Beginn der Saison 2021/22 wechselte er ebenfalls auf Leihbasis zum Zweitligisten Ayutthaya United FC. Hier kam er jedoch nicht zum Einsatz. Nach der Ausleihe kehrte er zu Muangthong zurück. Nach Vertragsende bei Muangthong unterschrieb er im Sommer 2022 einen Vertrag beim Drittligisten Nakhon Ratchasima United FC. Mit dem Verein aus Nakhon Ratchasima spielte er 16-mal in der North/Eastern Region der Liga. Nach einer Spielzeit wechselte er im Sommer 2023 zu dem in der Western Region spielenden Chainat United FC. Für den Verein aus Chainat bestritt er sechs Ligaspiele. Nach der Hinrunde wechselte er im Dezember 2023 zum ebenfalls in der Western Region spielenden Lopburi City FC. Nach zwei Ligaspielen wurde sein Vertrag im Sommer 2024 nicht verlängert. Nach kurzer Vereinslosigkeit nahm ihn der in der Southern Region spielende Muangtrang United FC im Januar 2025 unter Vertrag.